# Чезганы
 Чезганы  — деревня в Шарангском районе Нижегородской области в составе  Старорудкинского сельсовета .

## География
Расположена на расстоянии примерно 23 км на юг от районного центра посёлка Шаранга.

## История
Известна с 1891 года как починок Чезгановской, где в 1905 году было дворов 8 и жителей 212, в 1926 (уже починок Чезганы) 36 и 229, в 1950 44 и 186.

## Население
Постоянное население составляло 36 человек (русские 92%) в 2002 году, 17 в 2010.